# Matilda Pascal Cojocărița
Matilda Pascal Cojocărița (n. 4 octombrie 1958, Negrești, județul Vaslui) este o cântăreață română de muzică populară din zona Moldovei.

## Biografie
S-a născut într-o familie de oameni simpli, care aveau deja trei copii. A copilărit în orașul natal până la 17 ani. Studiile liceale și le-a absolvit la Liceul Emil Racoviță din Iași, cursuri serale, iar cele superioare la Facultatea de Muzică, în cadrul  Universitații Spiru Haret, de curând absolvind și masteratul în folclor.
După absolvirea liceului s-a angajat la Combinatul de fire și fibre sintetice din Iași, unde s-a înscris în ansamblul combinatului. Acolo a cântat muzică populară și ușoară și a participat și la dansuri populare.
În 1979 a câștigat echivalentul de atunci al titlului "Miss România" din zilele noastre, și anume locul 1 al primului concurs de frumusețe feminină din România, sub deviza  „Muncă, Tinerețe, Frumusețe", concurs ce a avut loc la Costinești.
S-a căsătorit pentru prima oară în 1980, căsătorie în urma căreia s-a născut primul ei copil, un băiat. După o perioadă de timp pleacă, împreună cu copilul în vârstă de 13 ani, la Bistrița, la violonistul Ștefan Cigu, cel cu care se cunoștea din diversele concerte avute în țară. După ceva timp, cei doi își unesc destinele și formează una din cele mai frumoase și stabile perechi din lumea muzicii populare.
Cei doi s-au stabilit în Bistrița, alături de cei 3 copii ai lor (băiatul Matildei din prima căsătorie și un băiat și o fată ai lui Ștefan dintr-o căsătorie anterioară). Cei trei copii ai familiei au urmat tot cariere muzicale.

## Discografie
Albume de studio lansate de Electrecord
- Melodii De Petrecere ‎(1992)
- Din Cântecele Tale, Mărie ‎(1994)
- Hora De La Iași (1995)